# Zugverbund
Ein Zugverbund bezeichnet bei der Eisenbahn den Zusammenschluss mehrerer Fahrzeuge, die gemeinsam als eine Einheit geführt werden. Dies kann Triebwagen, Lokomotiven oder Wagen umfassen. Ziel ist es, Steuerung, Bremsanlage und Betriebssicherheit zu optimieren und flexible Zuglängen zu ermöglichen.

## Arten des Zugverbunds
Mehrere Triebwagen werden zusammengekoppelt und bilden damit einen längeren Zug. Die Steuerung erfolgt dann zentral von einem Führerstand aus. Zwei oder mehrere Lokomotiven bespannen einen Zug, schieben oder ziehen ihn. Die angekoppelten Lokomotiven können meist von einem Führerstand aus synchron gesteuert werden. Sie fahren nun in Mehrfachtraktion (Lokomotivverbund). Um einen Zugverbund zu erstellen, gibt es einige Vorschriften zu beachten.

## Beispiele
Zwei zweiteilige Triebwagen werden zu einem vierteiligen Verbund zusammengestellt, was beispielsweise erfolgt, um in Hauptverkehrszeiten mehr Fahrgäste befördern zu können. Ein Güterzug mit zwei oder mehreren Lokomotiven in Mehrfachtraktion stellt ebenfalls einen Zugverbund dar.